# イヴィツァ・クリジャナツ
イヴィツァ・クリジャナツ（Ivica Križanac, 1979年4月13日 - ）は、クロアチアのサッカー選手。ポジションはディフェンダー。

## 来歴

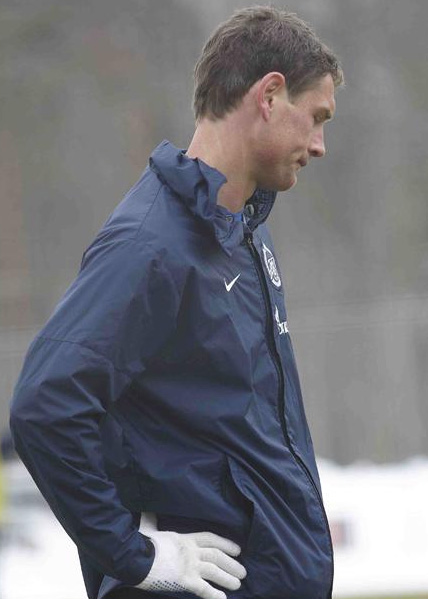

1997年、HNKシベニクでプロデビュー。その後は国内のチームやチェコ、ポーランドのクラブを渡り歩き、ディスコボリア・グロヂスク・ヴィエルコポルスキ時代はポーランド・リーグ最高のDFと評された。2005年からロシアのFCゼニト・サンクトペテルブルクに所属し、リーグ100試合に出場。2011年に母国のRNKスプリトへと移籍した。

## 代表歴
2008年8月20日のスロベニア代表との親善試合でA代表デビュー。以降、代表にコンスタントに招集された。

## 所属クラブ
- HNKシベニク 1997-1998
- NKスラヴェン・ベルポ 1998-2000
- NKヴァルテクス・ヴァラジュディン 2000-2001
- FKヤブロネツ97 2001
- ACスパルタ・プラハ 2001-2002
- グールニク・ザブジェ 2002-2003
- ディスコボリア・グロヂスク・ヴィエルコポルスキ 2003-2005
- FCゼニト・サンクトペテルブルク 2005-2011
- RNKスプリト 2011-2014